# Kitsissuarsuit
Kitsissuarsuit (o Kitsigsuarssuit o Hunde Ejlande) è un piccolo villaggio della Groenlandia di 109 abitanti (gennaio 2005). Si trova nell'Arcipelago di Aasiaat, nel comune di Qeqertalik.